# Mercus-Garrabet
Mercus-Garrabet är en kommun i departementet Ariège i regionen Occitanien i södra Frankrike. Kommunen ligger  i kantonen Tarascon-sur-Ariège som ligger i arrondissementet Foix. År 2022 hade Mercus-Garrabet 1 226 invånare.

## Befolkningsutveckling
Antalet invånare i kommunen Mercus-Garrabet
Referens: INSEE

## Galleri

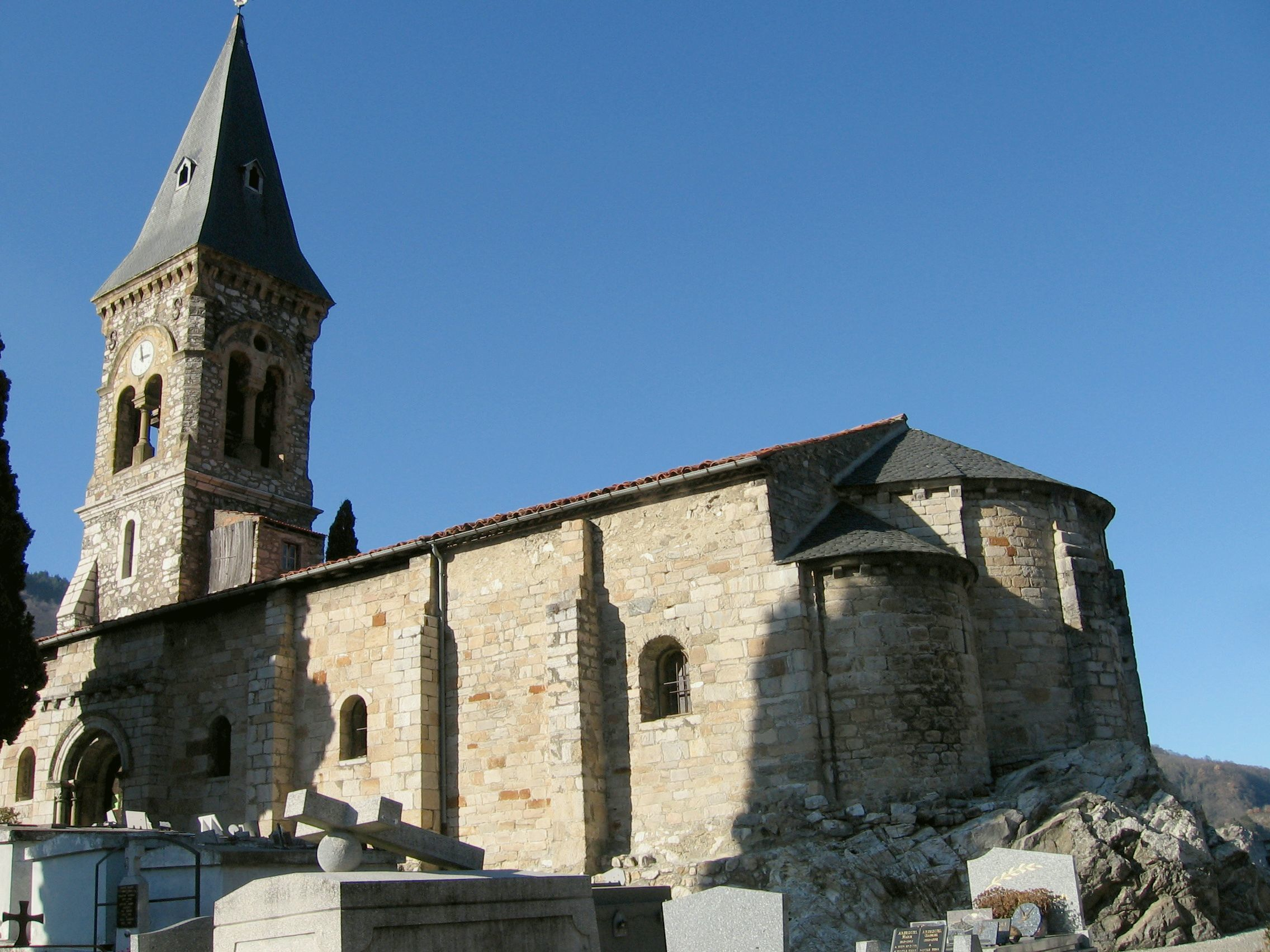